# Zircarsita
La zircarsita és un mineral de la classe dels fosfats.

## Característiques
La zircarsita és un arsenat de fórmula química Na₁₈Cu₁₂ZrO₈(AsO₄)₈Cl₆. Va ser aprovada com a espècie vàlida per l'Associació Mineralògica Internacional en el mes de setembre de l'any 2024. Encara resta pendent de publicació. Cristal·litza en el sistema isomètric. Es tracta d'una espècie relacionada química i estructuralment amb l'arsmirandita, la lehmannita i la lebedevita.
Segons la classificació de Nickel-Strunz pertany a «08.BK: Fosfats, etc. amb anions addicionals, sense H₂O, amb cations de mida mitjana i gran, (OH, etc.):RO₄ = 2:1, 2,5:1» juntament amb d'altres minerals com la brasilianita o la jamesita. L'exemplar que va servir per a determinar l'espècie, el que es coneix com a material tipus, es troba conservat a les col·leccions del Museu Mineralògic Fersmann, de l'Acadèmia de Ciències de Rússia, a Moscou (Rússia), amb el número de registre: 6143/1.

## Formació i jaciments
Va ser descoberta a la fumarola Arsenàtnaia, situada al segon con d'escòria de l'avanç nord de la Gran erupció fisural del Tolbàtxik (Territori de Kamtxatka, Rússia). Aquest indret és l'únic de tot el planeta on ha estat descrita aquesta espècie mineral.